# Жертва на фанатизма
„Жертва на фанатизма“ е сред най-известните картини на украинския художник Николай Пимоненко, нарисувана през 1899 г.
На картината Пимоненко изобразява сюжета, който е прочел във вестника: еврейската общност линчува момиче, преминало към християнството. На шията му личи кръст. Бащата и майката на момичето са вдясно – майката плаче, а бащата издига дясната ръка, което символизира, че той се отказва от дъщеря си.
Картината се съхранява в Харковския художествен музей.